# Церковный сепаратизм
Церковный сепаратизм — в отличие от раскола, не создание собственной параллельной «церкви», а, при формальной принадлежности к господствующей Церкви, полное неучастие в её внешней жизни. При этом «сепаратистами» могут быть только сознательные христиане, решившиеся проводить более или менее строгий христианский образ жизни, не связывая себя с официальной церковностью,— а не просто крещёные, но фактически не принадлежащие к Церкви индифферентные к ней люди. 
Хотя некоторые учёные понимают под церковным сепаратизмом любое отделение человека или группы людей от официальной церкви, и поэтому причисляют к сепаратистам Новациана, Доната, Тертуллиана и других деятелей раннего христианства, в основном данный термин употребляется по отношению к эпохе Реформации. Родоначальниками такого рода сепаратизма считаются Йодокус ван Лоденстейн («мягкий» вариант) и  Жан де Лабади (впрочем, впоследствии сепаратизм Лабади трансформировался в классическую секту). Церковный сепаратизм был достаточно распространён в пиетистских кругах. Сепаратистами были Готфрид Арнольд (в первый период его деятельности), учитель Герхарда Терстегена Вильгельм Хоффманн и мн. др. Сепаратисты уклонялись от посещения богослужений и причащения, устраивая у себя по домам молитвенно-проповеднические собрания.